# Aegean Marine Petroleum Network
Aegean Marine Petroleum Network, Inc., (NYSE: ANW), är ett grekiskt petroleum– och logistikbolag där de både levererar och marknadsför raffinerade marina bränslen och smörjmedel till slutkunder inom hela sjöfartsnäringen.